# Ramesseum

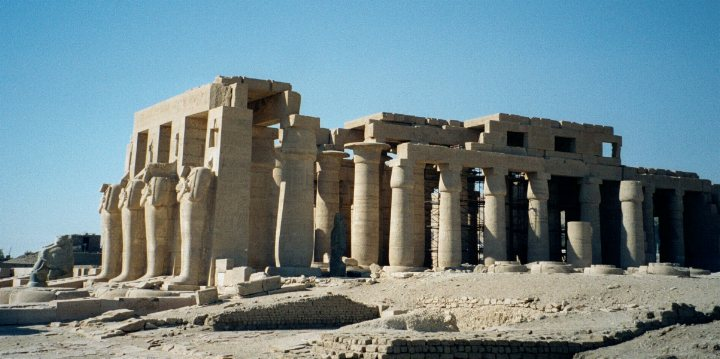
Zicht op het Ramesseum

Het Ramesseum was de tempel die door Ramses II was opgetrokken op de westoever van de Nijl vlak bij de stad Thebe, het huidige Luxor. De tempel was een van de 'kastelen van miljoenen jaren' en diende voor de cultus van de farao en Amon. Het is in deze tempel dat het Sed-festival werd gehouden. De tempel werd door Jean-François Champollion Ramesseum genoemd, hoewel het ook onder andere namen bekendstond. Een van de betitelingen van de tempel was 'het graf van Ozymandias' (afgeleid van Oesermaätre, de kroningsnaam van Ramses II) en door Strabo werd het Memnonium genoemd, verwijzend naar de Griekse held Memnon.

## Geschiedenis

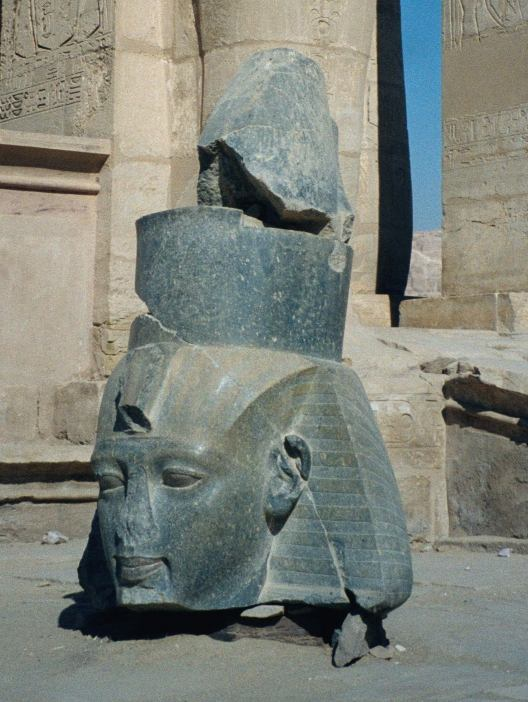
Granieten hoofd van Ramses II in het tweede hof.

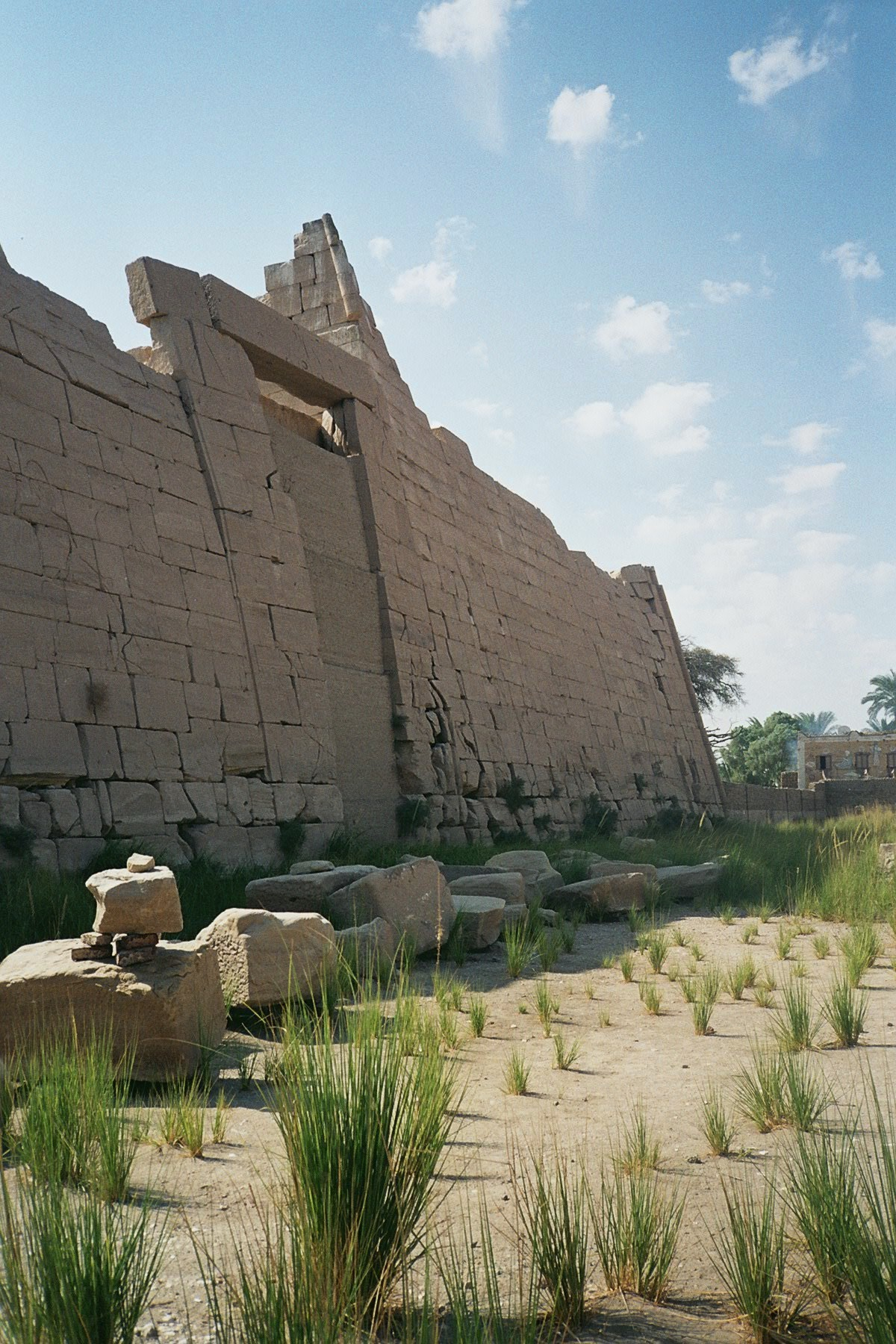
Pyloon

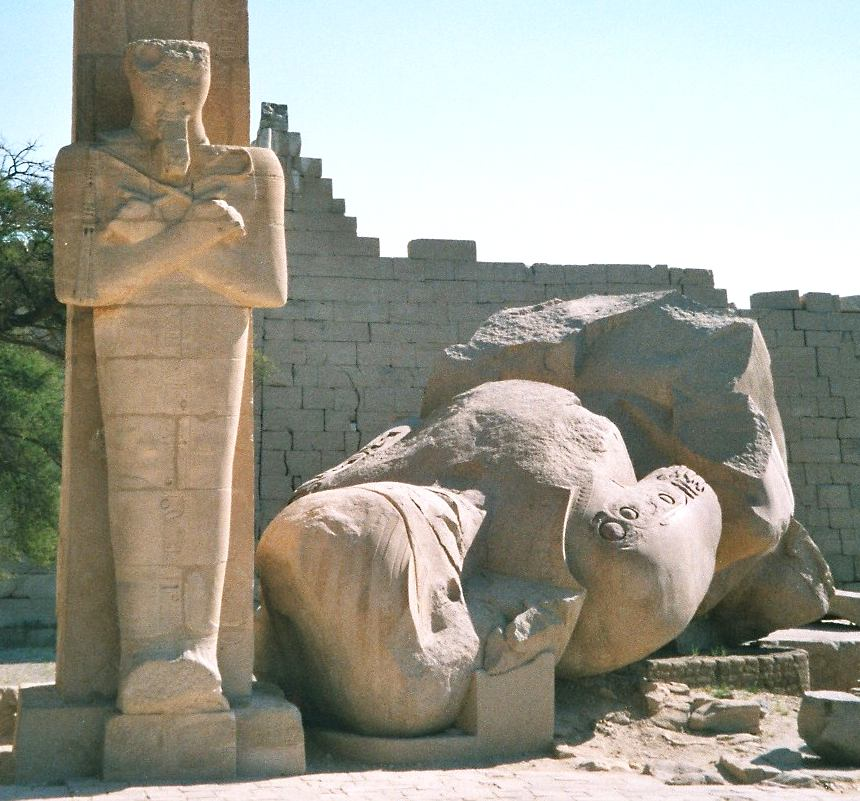
De kolos van Ramses II naast een Osirispijler

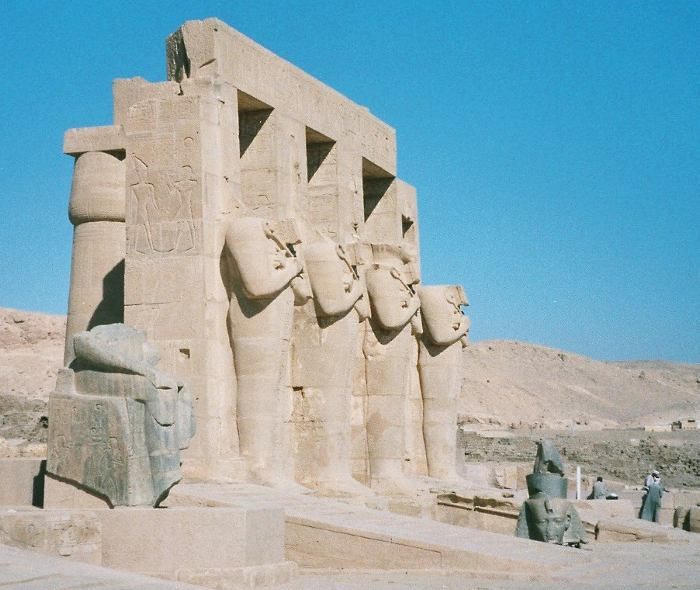
Osirispijlers uit het tweede hof

De aanvang van de bouw begon reeds in het eerste regeringsjaar van Ramses II en er werd gedurende de tijd heel wat aan bijgebouwd. De tempel diende oorspronkelijk voor de cultus van Ramses II, maar werd door een vroege aardbeving al snel vernietigd. Veel delen werden toen gebruikt voor de tempel van Medinet Haboe. Later diende de tempel onder meer als graf voor de Thebaanse priesters in de Derde tussentijd. Daarna werd hij opnieuw als steengroeve gebruikt in de 19e dynastie. Koptische christenen benutten de tempel vervolgens als kerk. Er werden talrijke ostraka en papyri gevonden, wat doet vermoeden dat de tempel eveneens als school fungeerde.

## Architectuur
De tempel heeft een oppervlakte van 58 bij 183 meter en is omgeven door een muur. Bij het 'kasteel van miljoenen jaren' werd voor het eerst een pyloon gebruikt bij dit type van gebouw. De achterzijde van de pyloon werd later versierd met taferelen van de Slag bij Kadesh. Daarna komen we uit op het eerste hof. Hier ligt een reusachtige granieten kolos die echter omgevallen is. Deze is 19 meter groot en weegt 1000 ton. Ze stelt de farao Ramses voor en was een inspiratiebron voor het werk Ozymandias van de poëet Shelley.
Dan komen we bij de tweede pyloon die toegang heeft tot het tweede hof, waar er aan de zijkanten zuilenhallen waren. De zuilenhallen bestonden uit Osiris-pijlers die de farao-god voorstelden. Er waren ook twee kolossen van Ramses II op het tweede hof. Eén staat er nog, maar de tweede werd door Belzoni in 1816 weggesleept en per schip dan naar het British Museum gebracht, waar het nog steeds staat. Deze kolos werd ook wel de jonge Memnon genoemd.
Daarna komen we terecht in de hypostyle zaal. Deze bestond uit twee rijen van zes grote papyruszuilen en 6 rijen met telkens zes kleinere open papyruszuilen. Dit wordt mede door haar mooie kleuren als een van de mooiste hypostyle zalen van Egypte beschouwd. Dan komen we in drie hallen die elk acht zuilen hebben. De eerste hal geeft de processie van de barken weer en wordt de 'Hal der boten' genoemd. Alle drie de hallen zijn zeer slecht bewaard. De laatste wordt de Hal der litanieën genoemd. Daarna komt het allerheilige.

## Bijgebouwen
Aan de zijkant van de tempel zijn er verschillende gebouwen bijgebouwd, die ook door Ramses II zijn opgetrokken. Naast het eerste hof ligt het tempelpaleis; een gebouw dat tijdens de ceremonieën werd gebruikt door de farao. Een aangrenzende kapel voor Thuya, de moeder van Ramses II, en zijn meest geliefde vrouw Nefertari.